# Sanday (Orkneje)
Sanday (staronorsky Sandey nebo Sand-øy, skotsky Sandee) je po ostrovech Mainland a Hoy se svou rozlohou 50,43 km² v pořadí třetí největší ze sedmi desítek ostrovů v Orknejském souostroví. Z administrativního hlediska je ostrov v rámci Spojeného království součástí skotské správní oblasti Orkneje.

## Historie
Podobně jako na moha dalších z Orknejských ostrovů i na ostrově Sanday lze nalézt významnou památku z dob zdejšího neolitického osídlení. Tou památkou je Quoynesská komorová hrobka (Quoyness chambered cairn), která byla objevena na poloostrově Els Ness v druhé polovině 20. století.

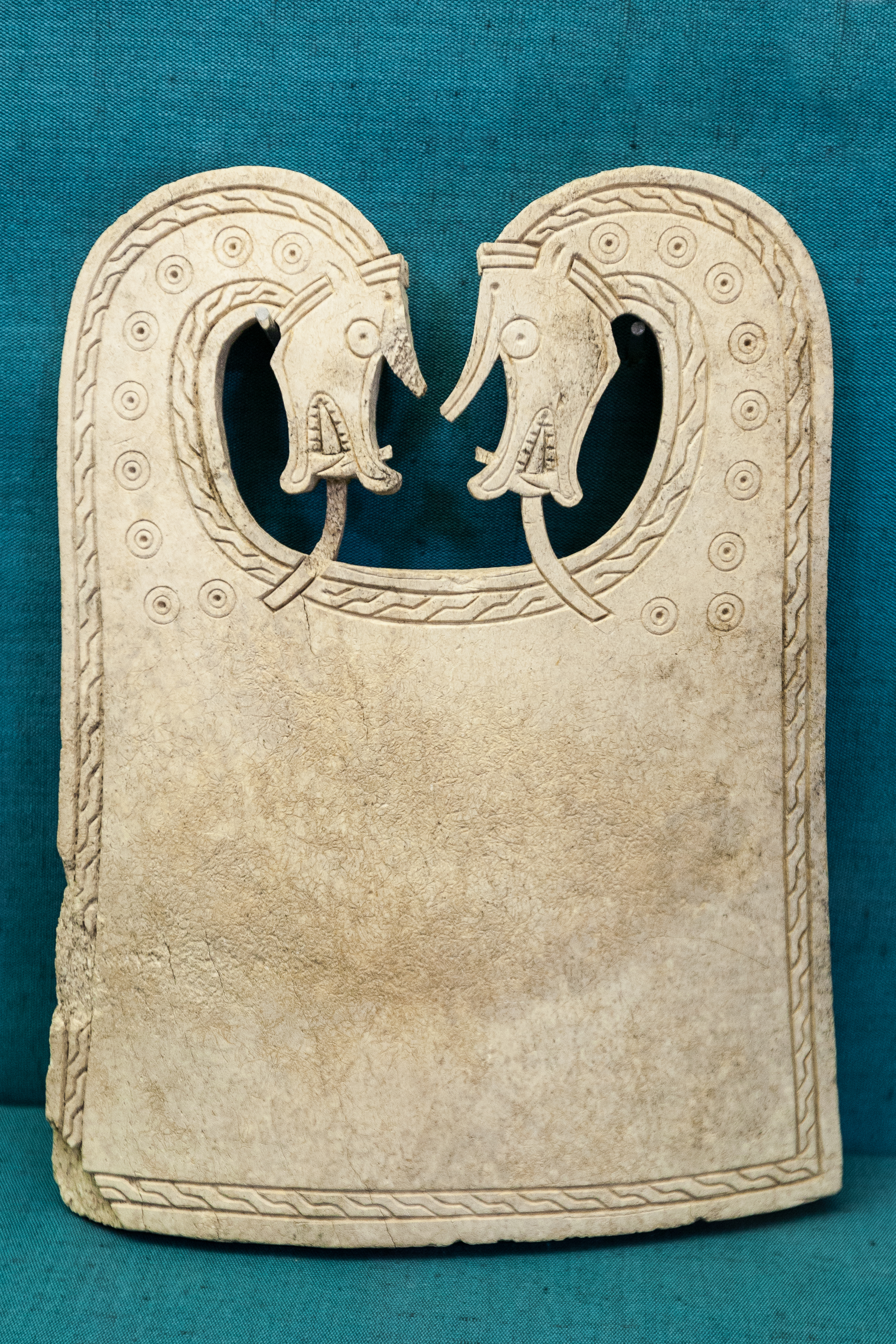
Tzv. Scar Dragon Plaque z vikingského pohřebního člunu

Jedná se o hrobku z doby kolem 2900 př. n. l., podobnou mohyle v Maeshowe na největším orknejském ostrově Mainland. Quoynesská hrobka, v níž bylo kromě pozůstatků deseti dospělých osob a pěti děti nalezeno také mnoho zvířecích kostí, je chráněnou kulturní památkou Skotska. Na uvedené lokalitě se našla i keramika a další archeologické stopy z období vikingského osídlení na Orknejích v 8. a 9. století n. l.
Na dalších místech ostrova byly objeveny doklady o osídlení v době bronzové a také pozůstatky několika brochů z doby železné, jako je například pět metrů vysoká ruina brochu ve Wassu na poloostrově Tres Ness na jihu ostrova Sanday.
V době vlády Piktů mezi 3. a 9. stoletím n. l. ve Skotsku a na ostrovech postupně probíhala christianizace, na Sanday pravděpodobně proniklo křesťanství v 6. století n. l. V 9. století započala éra norské nadvlády nad ostrovy. V roce 1985 byl v lokalitě Scar uprostřed písečné pláže na severozápadě Sanday objeven vikingský pohřební člun z období mezi roky 875 až 950, obsahující některé pozoruhodné artefakty, z nichž nejznámější je tzv. „dračí“ destička z velrybí kosti, uložená v kirkwallském muzeu.
Život na ostrově nebýval snadný. Nizozemský kartograf ze 17. století Joan Blaeu se v textu ke svému dílu Atlas Novus zmiňuje o tom, jaké problémy měli obyvatelé Sanday s obstaráváním topiva, protože na ostrově nebyl dostatek rašeliny, a jak pro ně bylo vítané každé ztroskotání lodí, plujících v bouřlivých vodách kolem ostrova, protože to znamenalo přísun tolik žádaného dřeva.
V roce 1806 byl na malém přílivovém ostrůvku Start Point u severovýchodního výběžku ostrova Sanday vybudován maják s 25 metrů vysokou věží. Od roku 1962 je provoz majáku automatizován. Potřebný elektrický proud je dodáván pomocí 36 solárních panelů, podobně jako u řady dalších skotských majáků, provozovaných organizací Northern Lighthouse Board.

## Geografie
Sanday leží uprostřed nejsevernější skupiny Orknejských ostrovů. Na severu s ním sousedí North Ronaldsay, na jihovýchodě se kromě menších ostrůvků, jako je například Holm of Huip, Linga Holm nebo Papa Stronsay nachází ostrov Stronsay a na jihozápadě Eday a malý Calf of Eday. Sanday je velmi členitý s mnoha poloostrovy, jejichž výška se pohybuje v rozpětí jen několika desítek metrů nad úrovní moře. Nejvyšším bodem ostrova je 65 metrů vysoký The Wart. Uvnitř ostrova je několik větších jezer, na severu do vnitrozemí zasahuje mořská zátoka Otters Wick, na jihu to je Kettletoftská zátoka.
Sanday patří mezi obydlené ostrovy, podle sčítání zde v roce 2011 žilo 498 obyvatel. Největšími sídly na ostrově jsou Lady Village v centrální části a Kettletoft na jihu. Mezi Kettletoftem a Lady Village se uprostřed ostrova nachází místní letiště Sanday Airport.
Východní pobřeží ostrova Sanday s písečnými plážemi i skalnatými úseky je od roku 1997 chráněno podle Ramsarské úmluvy.

## Galerie

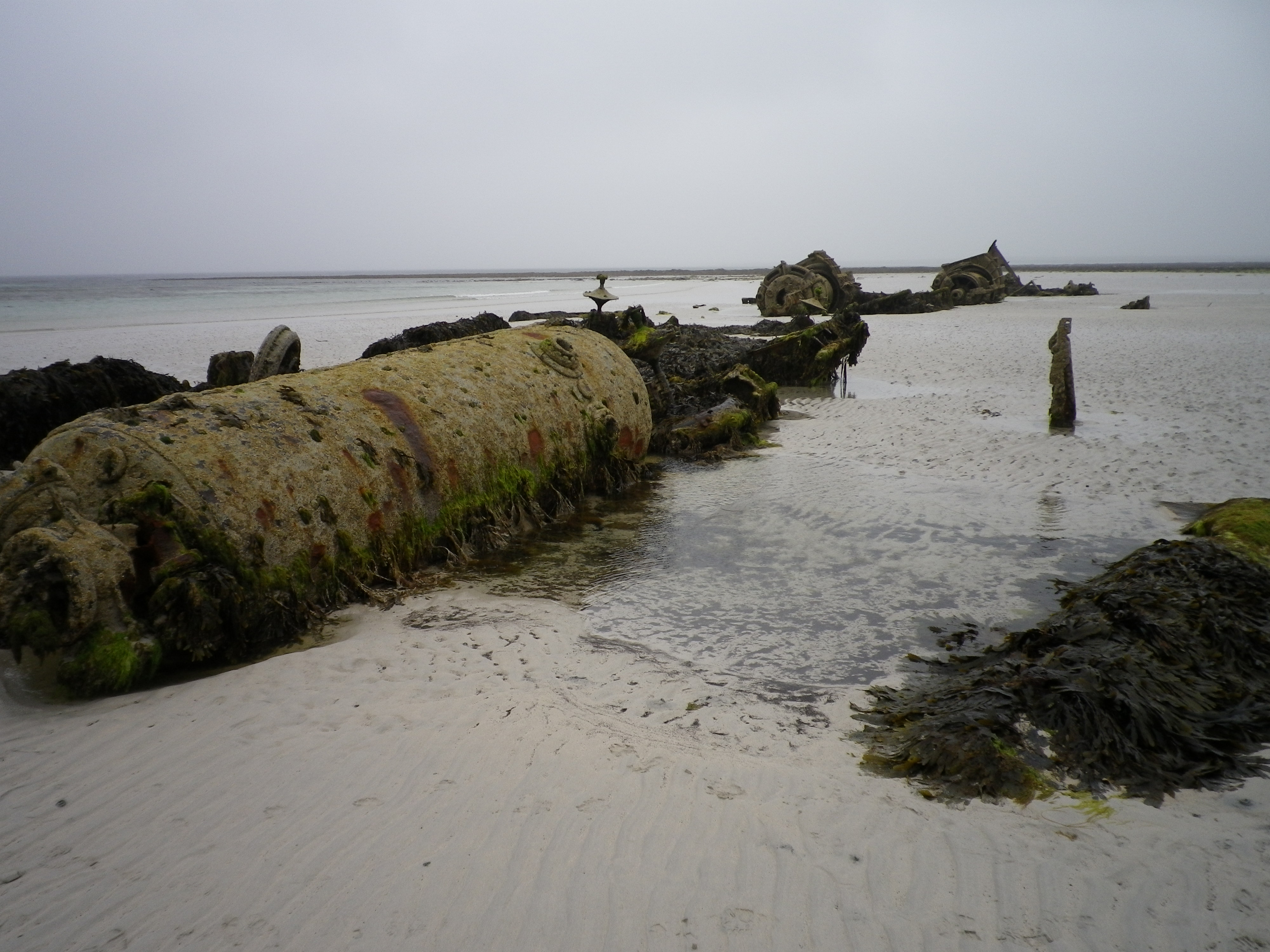
Pozůstatky německého torpédoborce v zátoce Lop Ness
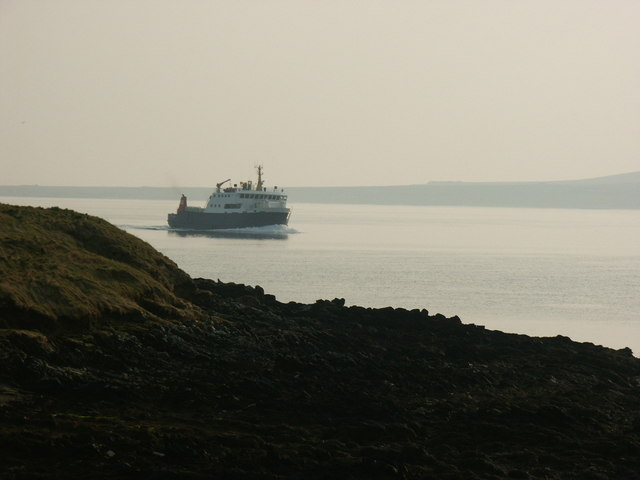
Trajekt z Kirkwallu pluje na Sanday
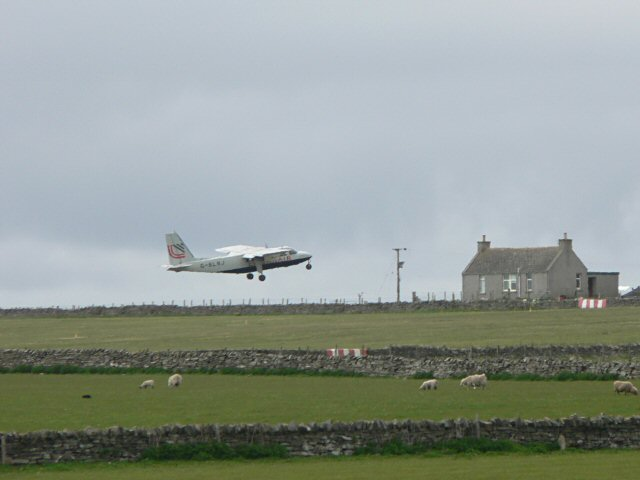
Provoz na místním letišti (rok 2006)
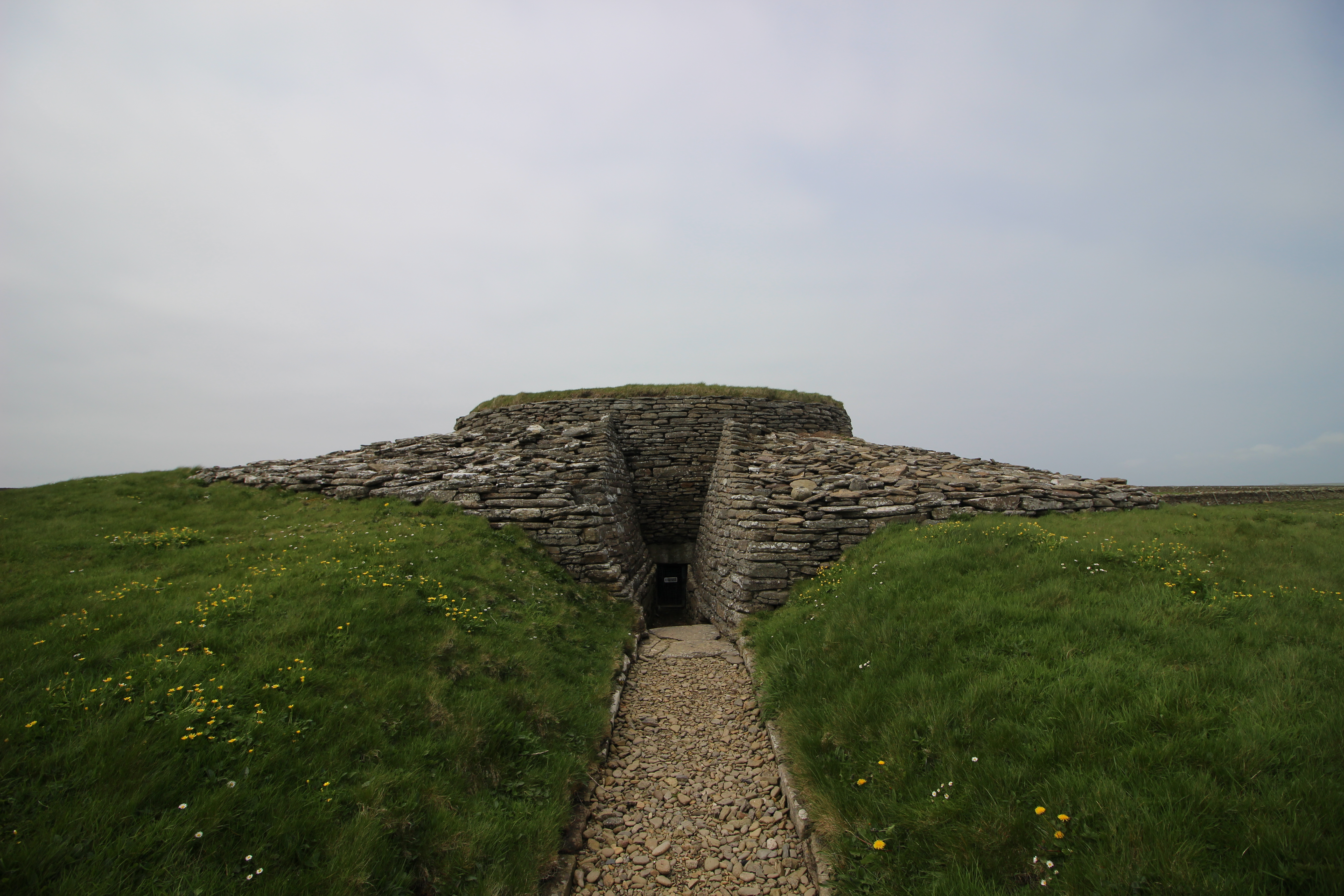
Quoynesská mohyla na poloostrově Els Ness
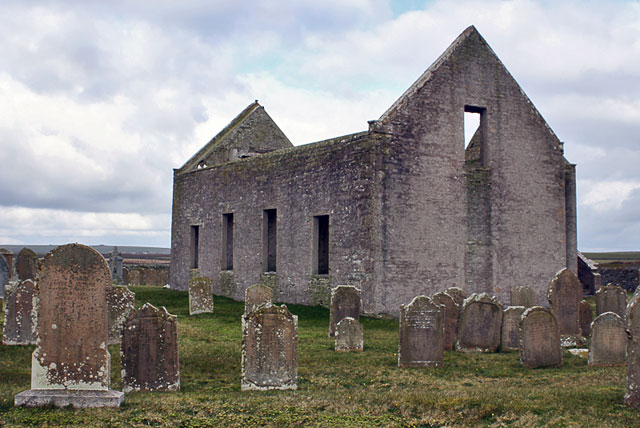
Zřícenina kostelíka Lady Kirk z roku 1773
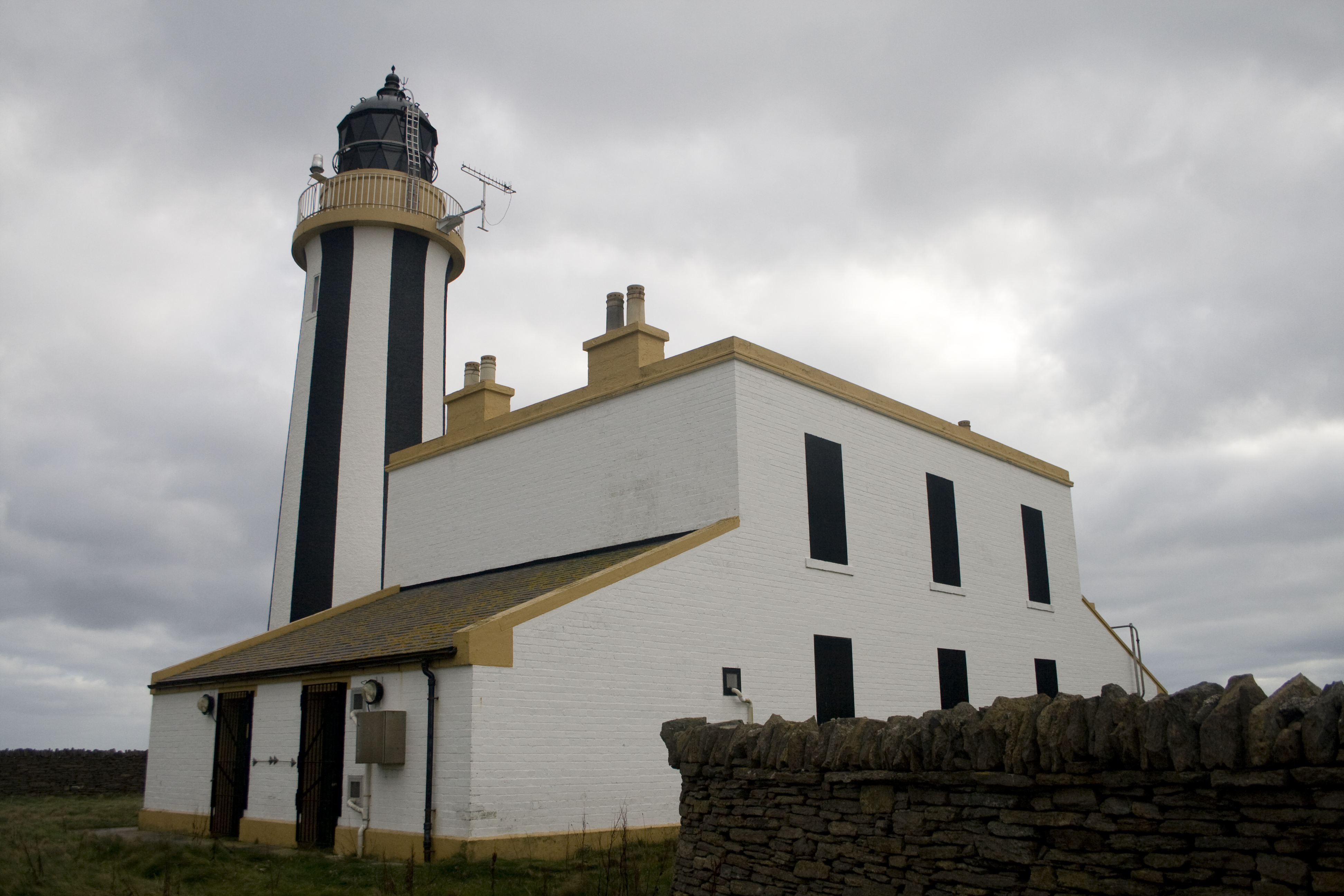
Maják z roku 1806 na ostrůvku Start Point